# Onani
Onani ist ein Ort in der Provinz Nuoro in der italienischen Region Sardinien mit 353 Einwohnern (Stand 31. Dezember 2023).
Onani liegt 35 km nordöstlich von Nuoro.
Die Nachbargemeinden sind: Bitti, Lodè und Lula.

## Geschichte
Im Mittelalter gehörte Onani zum Judikat Arborea.